# 漢斯·克里斯蒂安 (什勒斯維希-霍爾斯坦-森訥堡)
漢斯·克里斯蒂安（Hans Christian af Slesvig-Holsten-Sønderborg，1607年4月26日—1653年6月30日），第三代什勒斯維希-霍爾斯坦-森訥堡公爵，亞歷山大的長子，1627年至1653年在位。
1634年，漢斯·克里斯蒂安娶代爾門霍斯特的安娜（Anna af Delmenhorst），有2子2女。
- 多蘿西亞·奧古斯塔（1636－1662）
- 克莉絲汀·伊莉莎白（英语：Princess Christine Elisabeth of Schleswig-Holstein-Sonderburg）（1638－1679）
- 漢斯·腓特烈（1639－1649）
- 克里斯蒂安·阿道夫（1641－1702）